# Стейн Де Смет
Стейн Де Смет (фр. Stijn De Smet, нар. 27 березня 1985, Брюгге) — бельгійський футболіст, що грав на позиції нападника.
Виступав, зокрема, за клуби «Серкль», «Гент» та «Кортрейк», а також національну збірну Бельгії.

## Клубна кар'єра
Народився 27 березня 1985 року в місті Брюгге. Вихованець футбольної школи клубу «Серкль» з рідного міста. Дорослу футбольну кар'єру розпочав 2003 року в основній команді того ж клубу. У своєму дебютному сезоні він провів п'ять матчів в Про-лізі і разом з командою посів чотирнадцяте місце в турнірній таблиці. У сезоні 2004/05 Де Смет уже був гравцем основи «Серкля» і вважався найталановитішим гравцем клубу з часів Томаса Буффеля, взявши участь у 27 матчах першого дивізіону та створивши атакувальний дует разом із фіном Паулусом Ройхою. У грудні 2006 року бельгійський футболіст був запрошений на перегляд у англійський «Блекберн Роверс», але отримав травму коліна в матчі проти «Андерлехта» і не зміг поїхати до Англії. У сезоні 2007/08 Де Смет забив десять голів у 33 матчах Ліги-Жюпіле і разом з Томом Де Суттером і Олегом Ящуком став найкращим бомбардиром команди. Всього у рідному клубі провів шість сезонів, взявши участь у 151 матчі чемпіонату.
Своєю грою за цю команду привернув увагу представників тренерського штабу клубу «Гент», до складу якого приєднався 17 липня 2009 року за близько 1,2 мільйона євро і мав замінити Браяна Руїса, який підписав контракт з «Твенте». Відіграв за команду з Гента наступні два сезони своєї ігрової кар'єри. 2 серпня у поєдинку проти свого колишнього клубу він дебютував за нову команду. У цьому матчі Де Смет забив свій перший гол за «Гент». Цього ж сезону він виграв свій перший трофей — Кубок Бельгії. У фіналі «Гент» переміг колишній клуб Де Смета «Серкль» з рахунком 3:0, а сам нападник вийшов на заміну на 90-й хвилині замість Елімана Кулібалі. Втім так і не ставши основним нападником у клубі, з 2011 по 2013 рік Де Смет грав на правах оренди у складі клубів «Вестерло» та «Васланд-Беверен».
Влітку 2013 року уклав контракт з клубом «Кортрейк», у складі якого провів наступні п'ять років своєї кар'єри гравця. Тренерським штабом нового клубу також розглядався як гравець «основи».
Протягом сезону 2018/19 років захищав кольори клубу другого дивізіону «Руселаре», а завершив ігрову кар'єру у команді «Звевезеле», за яку виступав протягом сезону 2019/20 років у четвертому за рівнем дивізіоні країни.

## Виступи за збірні
У складі юнацької збірної Бельгії до 19 років був учасником юнацького чемпіонат Європи 2004 року у Швейцарії, де зіграв у 2 матчах, але бельгійці посіли останнє місце у групі.
Протягом 2004—2008 років залучався до складу молодіжної збірної Бельгії. Разом з нею брав участь у молодіжному чемпіонаті Європи 2007 року в Нідерландах, де дійшов з командою до півфіналу. Наступного року брав участь у футбольному турнірі на літніх Олімпійських іграх, де Бельгія посіла четверте місце, поступившись у матчі за бронзу Бразилії з рахунком 0:3. На Іграх Стейн був запасним гравцем і зіграв лише в одному матчі групового етапу.
26 березня 2008 року Де Смет провів свій єдиний матч у складі національної збірної Бельгії, вийшовши в основі в товариській грі проти збірної Марокко (1:4), але в перерві його замінив Маруан Феллаїні.

## Статистика виступів

### Статистика клубних виступів
| Сезон                | Команда              | Чемпіонат            | Чемпіонат | Чемпіонат | Національний кубок | Національний кубок | Національний кубок | Континентальні кубки | Континентальні кубки | Континентальні кубки | Altre Coppe | Altre Coppe | Altre Coppe | Усього | Усього |
| Сезон                | Команда              | Ліга                 | Ігор      | Голів     | Ліга               | Ігор               | Голів              | Ліга                 | Ігор                 | Голів                | Ліга        | Ігор        | Голів       | Ігор   | Голів  |
| -------------------- | -------------------- | -------------------- | --------- | --------- | ------------------ | ------------------ | ------------------ | -------------------- | -------------------- | -------------------- | ----------- | ----------- | ----------- | ------ | ------ |
| 2003–04              | «Серкль»             | ПЛ                   | 5         | 0         | КБ                 | ?                  | ?                  | -                    | -                    | -                    | -           | -           | -           | 5      | 0      |
| 2004–05              | «Серкль»             | ПЛ                   | 27        | 4         | КБ                 | 1                  | 0                  | -                    | -                    | -                    | -           | -           | -           | 28     | 4      |
| 2005–06              | «Серкль»             | ПЛ                   | 29        | 7         | КБ                 | 1                  | 0                  | -                    | -                    | -                    | -           | -           | -           | 30     | 7      |
| 2006–07              | «Серкль»             | ПЛ                   | 26        | 4         | КБ                 | 1                  | 0                  | -                    | -                    | -                    | -           | -           | -           | 27     | 4      |
| 2007–08              | «Серкль»             | ПЛ                   | 33        | 10        | КБ                 | 3                  | 0                  | -                    | -                    | -                    | -           | -           | -           | 36     | 10     |
| 2008–09              | «Серкль»             | ПЛ                   | 31        | 7         | КБ                 | 6                  | 3                  | -                    | -                    | -                    | -           | -           | -           | 37     | 10     |
| Усього за «Серкль»   | Усього за «Серкль»   | Усього за «Серкль»   | 151       | 30        |                    | 12                 | 3                  | -                    | -                    | -                    | -           | -           | -           | 163+   | 33+    |
| 2009–10              | «Гент»               | ПЛ                   | 14        | 3         | КБ                 | 3                  | 0                  | ЛЄ                   | 1                    | 0                    | -           | -           | -           | 18     | 3      |
| 2010–11              | «Гент»               | ПЛ                   | 29        | 4         | КБ                 | 5                  | 1                  | ЛЧ+ЛЄ                | 1+4                  | 0+1                  | СБ          | 1           | 0           | 40     | 6      |
| 2011–12              | «Вестерло»           | ПЛ                   | 18        | 0         | КБ                 | 1                  | 0                  | -                    | -                    | -                    | -           | -           | -           | 19     | 0      |
| лип.-груд. 2012      | «Гент»               | ПЛ                   | 7         | 0         | КБ                 | 2                  | 0                  | -                    | -                    | -                    | -           | -           | -           | 9      | 0      |
| Усього за «Гент»     | Усього за «Гент»     | Усього за «Гент»     | 50        | 7         |                    | 10                 | 1                  |                      | 6                    | 1                    |             | 1           | 0           | 58     | 9      |
| січ.-черв. 2013      | «Васланд-Беверен»    | ПЛ                   | 13        | 4         | КБ                 | 0                  | 0                  | -                    | -                    | -                    | -           | -           | -           | 13     | 4      |
| 2013–14              | «Кортрейк»           | ПЛ                   | 29        | 12        | КБ                 | 4                  | 0                  | -                    | -                    | -                    | -           | -           | -           | 33     | 12     |
| 2014–15              | «Кортрейк»           | ПЛ                   | 26        | 5         | КБ                 | 1                  | 0                  | -                    | -                    | -                    | -           | -           | -           | 27     | 5      |
| 2015–16              | «Кортрейк»           | ПЛ                   | 28        | 4         | КБ                 | 3                  | 2                  | -                    | -                    | -                    | -           | -           | -           | 31     | 6      |
| 2016–17              | «Кортрейк»           | ПЛ                   | 25        | 4         | КБ                 | 0                  | 0                  | -                    | -                    | -                    | -           | -           | -           | 25     | 4      |
| 2017–18              | «Кортрейк»           | ПЛ                   | 32        | 0         | КБ                 | 4                  | 0                  | -                    | -                    | -                    | -           | -           | -           | 36     | 0      |
| Усього за «Кортрейк» | Усього за «Кортрейк» | Усього за «Кортрейк» | 140       | 25        |                    | 12                 | 2                  | -                    | -                    | -                    | -           | -           | -           | 152    | 27     |
| 2018–19              | «Руселаре»           | 2К (ІІ)              | 23        | 1         | КБ                 | 1                  | 0                  | -                    | -                    | -                    | -           | -           | -           | 24     | 1      |
| Усього за кар'єру    | Усього за кар'єру    | Усього за кар'єру    | 455       | 84        |                    | 46                 | 6                  |                      | 6                    | 1                    |             | -           | -           | 508    | 91     |

### Статистика виступів за збірну
| Дата      | Місто    | Господарі | Результат | Гості   | Турнір           | Голи | Примітки |
| --------- | -------- | --------- | --------- | ------- | ---------------- | ---- | -------- |
| 26-3-2008 | Брюссель | Бельгія   | 1 – 4     | Марокко | товариський матч | -    | 46'      |
| Усього    |          | Матчів    | 1         |         | Голів            | 0    |          |

## Титули і досягнення
- Володар Кубка Бельгії (1):

«Гент»: 2009/10